# Принц Уилям (окръг Вирджиния)
Принц Уилям е името на окръг в САЩ, който се намира в щата Вирджиния. През 2000 г. в този окръг живеят 280 813 души. Окръжен център на Принц Уилям е Мънасас.

## Градовете на Принц Уилям
Дейл Сити, Мънасас, Мънасас Парк, Уудбридж, Лейк Ридж, Лортон, Дъмфрис, Индепендент Хил, Оккокуан, Брентсвил, Монтклейр, Бристоу, Гайнесвилл, Аккотник, Триянгъл, Ню Маркет

## Магазини
Таргет,
Потомак Милс,
Уол Март,
Алди,
Колс,
ДжиЦи Пенни,
Бест Бъй,
Костко,
Блуум,
Долар Зон,
Долар Стор,
Шопърс,
К-март

## Магистрали и големи хайуей
Междущатска магистрала 95,
Prince William Parkway,
Dale Boulevard,
Smoketown Rd,
Minnieville Rd,
[[234 Dumfries Rd]]